# 1647 год
1647 (ты́сяча шестьсо́т со́рок седьмо́й) год  по григорианскому календарю — невисокосный год, начинающийся во вторник. Это 1647 год нашей эры, 7‑й год 5‑го десятилетия XVII века 2‑го тысячелетия, 8‑й год 1640‑х годов. Он закончился 378 лет назад.
| Пн | Вт | Ср | Чт | Пт | Сб | Вс |
|    | 1  | 2  | 3  | 4  | 5  | 6  |
| 7  | 8  | 9  | 10 | 11 | 12 | 13 |
| 14 | 15 | 16 | 17 | 18 | 19 | 20 |
| 21 | 22 | 23 | 24 | 25 | 26 | 27 |
| 28 | 29 | 30 | 31 |    |    |    |

| Пн | Вт | Ср | Чт | Пт | Сб | Вс |
|    |    |    |    | 1  | 2  | 3  |
| 4  | 5  | 6  | 7  | 8  | 9  | 10 |
| 11 | 12 | 13 | 14 | 15 | 16 | 17 |
| 18 | 19 | 20 | 21 | 22 | 23 | 24 |
| 25 | 26 | 27 | 28 |    |    |    |

| Пн | Вт | Ср | Чт | Пт | Сб | Вс |
|    |    |    |    | 1  | 2  | 3  |
| 4  | 5  | 6  | 7  | 8  | 9  | 10 |
| 11 | 12 | 13 | 14 | 15 | 16 | 17 |
| 18 | 19 | 20 | 21 | 22 | 23 | 24 |
| 25 | 26 | 27 | 28 | 29 | 30 | 31 |

| Пн | Вт | Ср | Чт | Пт | Сб | Вс |
| 1  | 2  | 3  | 4  | 5  | 6  | 7  |
| 8  | 9  | 10 | 11 | 12 | 13 | 14 |
| 15 | 16 | 17 | 18 | 19 | 20 | 21 |
| 22 | 23 | 24 | 25 | 26 | 27 | 28 |
| 29 | 30 |    |    |    |    |    |

| Пн | Вт | Ср | Чт | Пт | Сб | Вс |
|    |    | 1  | 2  | 3  | 4  | 5  |
| 6  | 7  | 8  | 9  | 10 | 11 | 12 |
| 13 | 14 | 15 | 16 | 17 | 18 | 19 |
| 20 | 21 | 22 | 23 | 24 | 25 | 26 |
| 27 | 28 | 29 | 30 | 31 |    |    |

| Пн | Вт | Ср | Чт | Пт | Сб | Вс |
|    |    |    |    |    | 1  | 2  |
| 3  | 4  | 5  | 6  | 7  | 8  | 9  |
| 10 | 11 | 12 | 13 | 14 | 15 | 16 |
| 17 | 18 | 19 | 20 | 21 | 22 | 23 |
| 24 | 25 | 26 | 27 | 28 | 29 | 30 |

| Пн | Вт | Ср | Чт | Пт | Сб | Вс |
| 1  | 2  | 3  | 4  | 5  | 6  | 7  |
| 8  | 9  | 10 | 11 | 12 | 13 | 14 |
| 15 | 16 | 17 | 18 | 19 | 20 | 21 |
| 22 | 23 | 24 | 25 | 26 | 27 | 28 |
| 29 | 30 | 31 |    |    |    |    |

| Пн | Вт | Ср | Чт | Пт | Сб | Вс |
|    |    |    | 1  | 2  | 3  | 4  |
| 5  | 6  | 7  | 8  | 9  | 10 | 11 |
| 12 | 13 | 14 | 15 | 16 | 17 | 18 |
| 19 | 20 | 21 | 22 | 23 | 24 | 25 |
| 26 | 27 | 28 | 29 | 30 | 31 |    |

| Пн | Вт | Ср | Чт | Пт | Сб | Вс |
|    |    |    |    |    |    | 1  |
| 2  | 3  | 4  | 5  | 6  | 7  | 8  |
| 9  | 10 | 11 | 12 | 13 | 14 | 15 |
| 16 | 17 | 18 | 19 | 20 | 21 | 22 |
| 23 | 24 | 25 | 26 | 27 | 28 | 29 |
| 30 |    |    |    |    |    |    |

| Пн | Вт | Ср | Чт | Пт | Сб | Вс |
|    | 1  | 2  | 3  | 4  | 5  | 6  |
| 7  | 8  | 9  | 10 | 11 | 12 | 13 |
| 14 | 15 | 16 | 17 | 18 | 19 | 20 |
| 21 | 22 | 23 | 24 | 25 | 26 | 27 |
| 28 | 29 | 30 | 31 |    |    |    |

| Пн | Вт | Ср | Чт | Пт | Сб | Вс |
|    |    |    |    | 1  | 2  | 3  |
| 4  | 5  | 6  | 7  | 8  | 9  | 10 |
| 11 | 12 | 13 | 14 | 15 | 16 | 17 |
| 18 | 19 | 20 | 21 | 22 | 23 | 24 |
| 25 | 26 | 27 | 28 | 29 | 30 |    |

| Пн | Вт | Ср | Чт | Пт | Сб | Вс |
|    |    |    |    |    |    | 1  |
| 2  | 3  | 4  | 5  | 6  | 7  | 8  |
| 9  | 10 | 11 | 12 | 13 | 14 | 15 |
| 16 | 17 | 18 | 19 | 20 | 21 | 22 |
| 23 | 24 | 25 | 26 | 27 | 28 | 29 |
| 30 | 31 |    |    |    |    |    |

## События
- 1601—1661 — Голландско-португальская война. Вооружённый конфликт, в котором голландские Ост-Индская и Вест-Индская компании воевали по всему миру против Португальской империи[1].
  - 29 октября — битва при Комби. Решающее сражение в войне между королевством Ндонго, поддержанным голландцами, и португальцами в период голландского колониального господства в Анголе[2].
- 1618—1648 — Тридцатилетняя война в Европе[3].  
  - 14 марта — подписание Ульмского мира, одного из документов, положивших конец Тридцатилетней войне[3].
  - 22 августа — сражение при Трибле между имперскими войсками и шведской армией генерала Врангеля[4].
- 1618—1683 — маньчжурское завоевание Китая. Процесс распространения власти маньчжурской империи Цин на территорию, принадлежавшую китайской империи Мин[5].
  - 1628—1647 — завершилась Крестьянская война в Китае, приведшая к свержению династии Мин[6].
- 1621—1648 — второй этап Нидерландской буржуазной революции (Восьмидесятилетняя война). Религиозно-идеологическая, политическая и социально-экономическая борьба Семнадцати провинций за независимость от испанского владычества[7]. 
  - 10 июня — морское сражение у Пуэрто-де-Кавите[8].
- 1635—1659 — Франко-испанская война. Составная часть Тридцатилетней и Восьмидесятилетней войн[9].
- 1640—1652 — Восстание в Каталонии[3].
- 1640—1668 — Война за независимость Португалии. Серия народных волнений, конфликтов и военных действий, направленных на восстановление Португалией независимости от испанской короны[10].
- 1645—1669 — Критская война. Война Османской империи с Венецианской республикой за богатое заморское владение Венеции остров Крит[11].
- 1646—1648 — Битва при Балхе. Вооружённое противостояние между коалицией Бухарского ханства и Казахского ханства с одной стороны и армией империи Великих Моголов с другой[12].
- 13 мая — в результате землетрясения почти полностью разрушен город Сантьяго — будущая столица Чили.
- Лето — народное восстание в Палермо во главе с Джузеппе Алези. Вице-король бежал. Крестьянские восстания. Феодалы и испанцы подавили восстания.
- Июль — восстание в Неаполе во главе с Мазаньелло. Восстание распространилось на Калабрию и Апулию. Народная армия разбила испанские и немецкие отряды.
- 16 июля — убийство Мазаньелло. Восставшие объявили войну Испании и отменили феодальные повинности. Октябрь — в Неаполе провозглашена республика во главе с Дженнаро Аннезе.
- Конец года — Хмельницкий во главе небольшого отряда направился к низовьям Днепра. Его войско быстро росло.
- Выпущен Государев указ об ограничении продажи вина и закрытии кабаков по праздникам.
- Первый Русский Воинский Устав — «Учение и хитрость ратного строения пехотных людей».
- В Ярославле началось строительство каменной Ильинской церкви.
- Могольские войска вынуждены уйти из Балха и Бадахшана.
- Опыты Блеза Паскаля и Эваджелиста Торричелли с ртутными барометрами.

### Англия
- 1639—1653 — Война трёх королевств. Серия взаимосвязанных конфликтов в Англии, Шотландии и Ирландии, когда эти страны считались отдельными королевствами под личной унией Карла I[13].
  - 1644—1647 — закончилась Гражданская война в Шотландии. Вооружённый конфликт в период ковенантского движения в Шотландии, сопряжённый с Английской революцией и гражданской войной[14].
- 1641—1653 — Одиннадцатилетняя война (Война Ирландской конфедерации). Военный конфликт, происходивший в Ирландии, который начался с Ирландского восстания[15].
- 1 февраля — шотландцы передали короля Карла I английскому парламенту, поместившему его в Холмби-Хауз[16].
- 24 февраля — ордонансом британского парламента уничтожено рыцарское держание[17].
- Февраль — постановление парламента о роспуске армии (с 1 июня), часть решено переправить в Ирландию.
- 1 июня — полк полковника Рейнсборо захватил всю артиллерию армии.
- 2 июня — корнет Джойс захватил замок Холмби, где находился Карл, и перевёз его в расположение армии[18].
- 3 июня — к армии прибыл Кромвель. Он санкционировал создание общеармейского Совета.
- 5 июня — армия приняла «Торжественное обязательство» не расходиться, пока не будут удовлетворены требования солдат[19].

- Контрреволюционный переворот в Лондоне. Пресвитерианское большинство вынудило индепендентов бежать из Лондона.
- 6 августа — армия вошла в Лондон. Кромвель вступил в переговоры с Карлом на основе «Главы предложений».
- 18 октября — Ферфаксу переданы требования армии: «Дело армии, правильно изложенное».

- 28 октября — созыв общеармейского Совета в лондонском предместье Патни для обсуждения «Народного соглашения» левеллеров[18].
- 15 ноября — на смотре частей армии в Уэйре два полка вышли из повиновения[18]. 14 зачинщиков арестованы, один из них расстрелян.
- Британский Парламент отменил Рождество.

### Китай
- Январь — захват маньчжурами Кантона.
- Апрель — маньчжуры подошли к Гуйлиню (Гуанси). Оборону города возглавил Цюй Шисы (под флагом одного из минских князей). Цюй Шисы, принявший христианство, приобрёл у европейцев пушки. Маньчжурам пришлось снять осаду Гуйлиня.
- Поражение «13 дивизий» Ли Го в Хубэе.

## Начало правления
См. также: Список глав государств в 1647 году
- 1647—1650 — Штатгальтер Голландии Вильгельм II.
- 1647—1664 — Бан Хорватии Николай Зринский. Боролся против Габсбургов.

## Родились
См. также: Категория:Родившиеся в 1647 году
- 12 мая — Боголеп Черноярский, отрок-схимник, святой Русской православной церкви.
- 22 августа — Дени Папен, физик, один из изобретателей теплового двигателя.

## Скончались
См. также: Категория:Умершие в 1647 году
- 7 января — Григорий Васильевич Львов, государственный деятель Русского царства[20].
- 25 октября — Эваджелиста Торричелли, итальянский математик и физик.
- Бонавентура Кавальери — итальянский математик.